# Чёрная железа
«Черная железа» (англ. The Black Ghiandola) — американский короткометражный фильм о зомби, выпущенный в 2017 году.

## Сюжет
Семья Джейкоба погибает во время зомби-апокалипсиса и теперь он пытается спасти свою возлюбленную Бри.

## В ролях
- Энтони Конти — Джейкоб Асето
- Дж. К. Симмонс — Ральф Асето
- Пенелопа Энн Миллер — Анита Асето
- Джэйд Петтиджон — Бри Алонсо
- Чад Л. Коулмэн — Таннер Алонсо
- Джонни Депп — лаборант
- Дэвид Линч — человек в чёрном
- Лора Дерн — доктор
- Ричард Чемберлен — врач-онколог
- Кит Аллан — Джонатан Кинг

## История создания

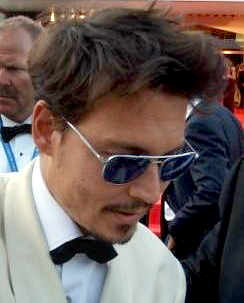
Голливудский актёр Джонни Депп снимался в фильме абсолютно бесплатно

Некоммерческая организация под названием «Make a Film Foundation» основана актрисой и продюсером Тамикой Леймисон (англ. Tamika Lamison). Организация снимает короткометражные фильмы для детей, имеющих тяжёлые или смертельные заболевания. В съёмках часто принимают участие известные актёры и режиссёры в качестве благотворительной акции. В 2016 году «Make a Film Foundation» начала производство короткометражки по задумке 16-летнего онкобольного Энтони Конти (адренокортикальный рак, IV стадия), мечтавшего снять свой собственный фильм о зомби. На написание сюжета его вдохновил сериал «Ходячие мертвецы».
Сценарий был написан Конти в соавторстве со Скоттом Косаром («Техасская резня бензопилой», «Ужас Амитивилля»), также сценарий редактировал Уэш Уэстморленд («Всё ещё Элис»).
Внимание журналистов к фильму привлекло участие голливудских знаменитостей, таких как Джонни Депп, снявшийся в небольшой роли лаборанта, и Дэвид Линч, помогавший режиссировать фильм и также снявшийся в эпизодической роли. Главными режиссёрами проекта выступили Кэтрин Хардвик, Сэм Рэйми и Тед Мелфи. Во второстепенных ролях снимались Дж. К. Симмонс, Лора Дерн, Пенелопа Энн Миллер, Чад Коулмэн, Кит Аллан и Ричард Чемберлен.
Съёмки проходили с 18 по 20 ноября 2016 года в Лос-Анджелесе, Калифорния.
Энтони Конти скончался 29 января 2017 года в больнице города Уолпол, Массачусетс. Официальная премьера состоялась 22 апреля 2017.